# 真下晩菘
真下晩菘（ましも ばんすう、寛政11年（1799年） - 明治8年（1875年）10月17日）は、江戸時代後期の幕臣・明治初期の教育家。

## 来歴

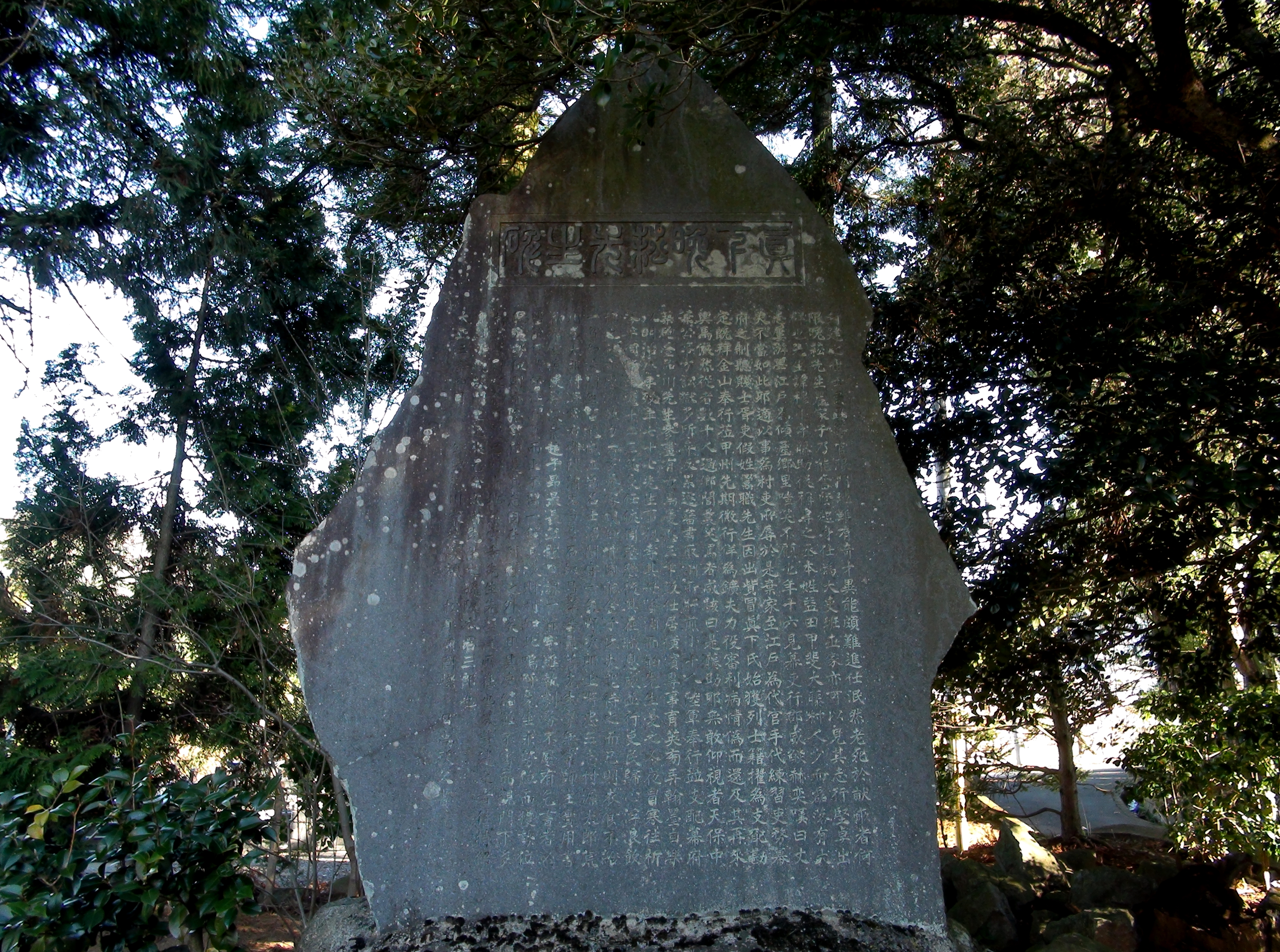
「真下晩菘先生生誕之地」の碑
（山梨県甲州市・慈雲寺）

甲斐国山梨郡中萩原村向久保（山梨県甲州市塩山中萩原）に生まれる。父は百姓の鶴田（益田）仙右衛門。幼名は藤助。文政8年（1825年）に江戸へ出府し、幕臣小原氏の下僕となる。その後、甲斐国の石和代官所・谷村代官所の手代を経て、天保7年（1836年）に幕臣である真下家の家禄を買い、名を専之丞と改める。
その後、蕃書調所調役勤番衆、調役肝煎となり、慶応2年（1866年）には陸軍奉行並支配となる。
明治維新後は江戸を離れて武蔵国南多摩郡原町田（東京都町田市）、丹後国久美浜（京都府熊野郡久美浜町）、駿府などへ移り、現在の神奈川県横浜市野毛町で私塾「融貫塾」を開いた。晩菘の縁戚である原町田の渋谷仙次郎宅には融貫塾の出張所があり、板垣退助らの主導による自由民権運動が盛んな多摩地方において、多くの民権運動家を輩出した。

## 人物

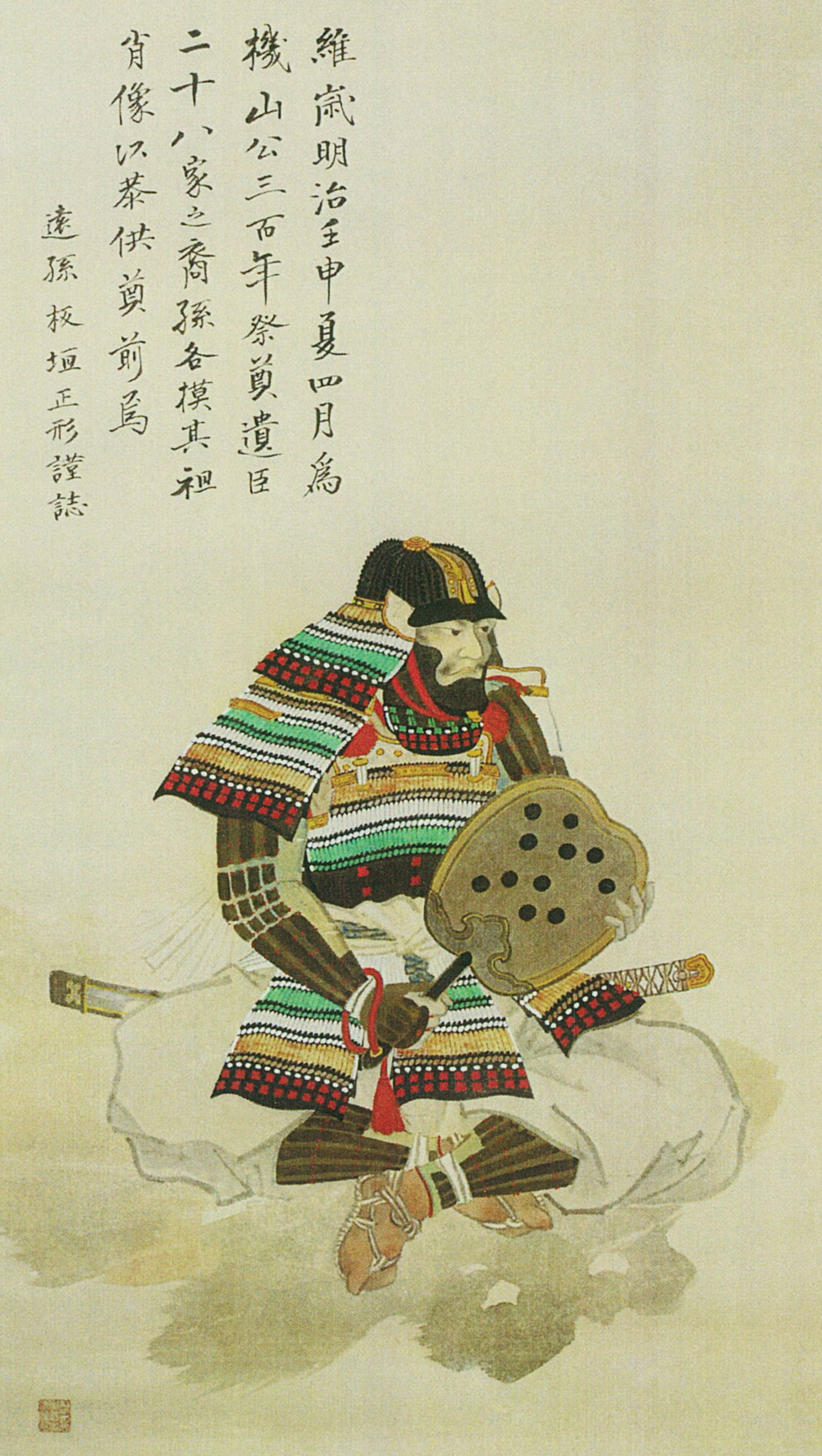
板垣駿河守信方肖像 恵林寺蔵
（松本楓湖画、板垣退助揮毫）

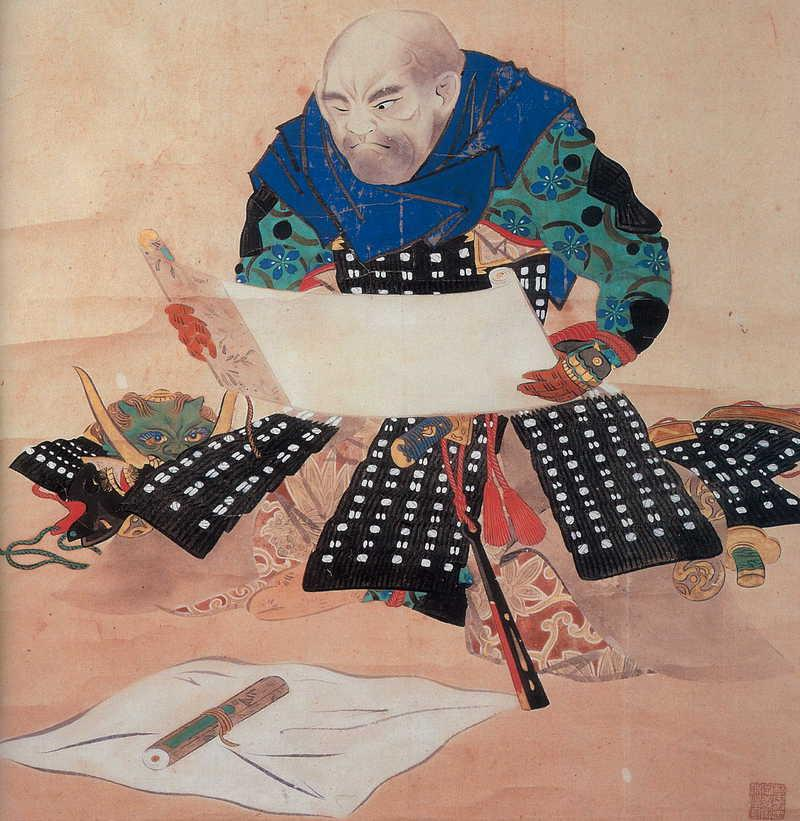
松本楓湖画、山本勘助肖像
（「武田二十四将図」より）

晩菘は上京した甲州人に対しても支援を行っている。晩菘と同郷の中萩原村には百姓・樋口八左衛門がおり、八左衛門の孫に女流小説家の樋口一葉がいる。晩菘は八左衛門と知縁があり、八左衛門の子・一葉の父である大吉（則義）は安政4年（1857年）に江戸へ出府すると、蕃書調所時代の晩菘を頼り蕃書調所の使用人となっている。また、原町田の渋谷仙次郎の弟・三郎（後の秋田県・山梨県知事の阪本三郎）は晩菘の孫にあたり、破談となったが三郎と一葉は許婚の間柄であった。
また、晩菘は明治後に現在の甲州市塩山藤木の放光寺に養鸕徹定寄進の「法隆寺金堂西壁阿弥陀三尊像図写」、川上冬崖筆「五百羅漢像」を寄進。更に明治5年4月12日（1872年5月18日）武田信玄公三百回忌を恵林寺で斎行するにあたり、その前年の明治4年（1872年）、松本楓湖筆「武田二十四将図」を買上げて恵林寺に奉納した。そのうちの「板垣信方肖像画」は、三百回忌法要に来賓参列した板垣退助の画讃があり特に著名。また「山本勘助肖像画」は勘助の肖像としてよく知られた作品である。
晩菘の伝記として、1914年（大正3年）4月に孫の阪本三郎が記した『晩菘余影』がある。生地の甲州市塩山中萩原の慈雲寺境内には「真下晩菘先生生誕之地」の碑文がある。これは1914年4月に親族や慈雲寺住職、地元有志らによって建立されたもので、撰文は松平康國、篆額は徳川家達で、日高秩父の書。同じ境内には1922年(大正11年）に建立された「一葉女史碑」も建てられている。